# Riccardo Donato
Pour les articles homonymes, voir Donato.
Riccardo Donato, né le 2 février 1994 à Este (Vénétie), est un coureur cycliste italien.

## Palmarès sur route

### Par année
- 2011
  -  Champion d'Italie sur route juniors
  -  Champion d'Italie du contre-la-montre juniors
  - 2e du Trofeo Buffoni
  - 2e du Mémorial Davide Fardelli juniors
  - 3e du Gran Premio Sportivi di Sovilla
- 2012
  - Gran Premio Sportivi di Sovilla
  - 2e du championnat d'Italie du contre-la-montre juniors
- 2015
  - Gran Premio Capodarco
- 2016
  - 2e de la Coppa Penna

### Classements mondiaux
| Année           | 2015 | 2016   |
| --------------- | ---- | ------ |
| UCI Europe Tour | 321e | 1 366e |

## Palmarès sur piste

### Championnats d'Europe
- Anadia 2012
  -  Champion d'Europe de l'américaine juniors (avec Matteo Alban)

### Championnats nationaux
- 2011
  -  Champion d'Italie de poursuite par équipes juniors (avec Matteo Alban, Francesco Lamon et Giovanni Longo)
  -  Champion d'Italie de l'américaine juniors (avec Matteo Alban)
  -  Champion d'Italie du scratch juniors
- 2012
  -  Champion d'Italie de poursuite par équipes juniors (avec Francesco Lamon, Matteo Alban et Giacomo Peroni)
  -  Champion d'Italie de l'américaine juniors (avec Matteo Alban)
  -  Champion d'Italie du scratch juniors
- 2014
  - 3e du championnat d'Italie du scratch